# Frihedsmuseet
 For alternative betydninger, se Frihedsmuseet (flertydig). (Se også artikler, som begynder med Frihedsmuseet)
Frihedsmuseet ligger i Churchillparken i København tæt på Amalienborg, Kastellet og Langelinie. Museets officielle navn er "Museet for Danmarks Frihedskamp 1940-1945" og på engelsk "The Museum of Danish Resistance during World War II".
Frihedsmuseet er en del af Nationalmuseet og fortæller om besættelsen og modstandskampen i Danmark i årene 1940-1945.
Museets oprindelse findes i modstandsbevægelsens udstilling "Det kæmpende Danmark", som i en periode blev vist for offentligheden i Frimurerlogen i København efter befrielsen i 1945. Udstillingen fik senere en permanent plads i Frihedsmuseets nuværende bygning på Esplanaden, der blev opført efter en indsamling i 1957.
Den 28. april 2013 hærgedes museet af en voldsom påsat brand. Til genopbygningen donerede Augustinus- og A.P. Møllerfonden tilsammen 30 mio. kr. i 2014. Den nye museum åbnede 3. juli 2020.
Det nye Frihedsmuseum er tegnet af den danske tegnestue Lundgaard og Tranberg Arkitekter.

## Museets udstilling
Frihedsmuseets seneste udstilling før branden var fra 1995 og viste nyere perspektiver på samarbejdspolitikken, den illegale presse, sabotage, danskernes hverdagsliv i perioden, redningen af de danske jøder og de internationale konsekvenser af Danmarks besættelse. Udstillingen var bygget op som en kronologisk fortælling af, hvad der skete fra 1940 til 1945 om modstandsbevægelsens udvikling og viser de fleste typer modstandsarbejde.
Foran Frihedsmuseet stod V3-panservognen, som blev bygget af medarbejdere fra Hillerød-Frederiksværk-Hundested Jernbane (HFHJ).
I Frihedsmuseets forhal kunne man se et eksemplar af en trehjulet Enigma og Frits Clausens pistol.
På museet fandtes fotografier og dokumenter sammen med filmklip fra modstandskampen. Der var armbind fra besættelsestiden, Himmlers øjeklap og uniformer og våben, KZ-fanger bragte med hjem.
Frihedshelte som Flammen og Citronen blev æret med udstillinger. De var kendt for deres frygtløshed og idealisme fra gruppen Holger Danske. De udførte sabotager, hjælp til flygtninge og drab på stikkere (tyskernes danske hjælpere). Flammen og Citronen døde med en uges mellemrum i 1944 omringet af Gestapo, det hemmelige tyske politi.

### Bunkerudstilling
De bunkers, som man kan se få af i gadebilledet, blev bygget i de sidste besættelsesår 1944-1945 for at yde civilbefolkningen beskyttelse i tilfælde af luftbombardementer. I en dobbeltbunker ved siden af Frihedsmuseet er der indrettet en udstilling om den civile luftbeskyttelse. Det ene af kuppelrummene er ført tilbage til sit oprindelige udseende. Det andet kuppelrum fortæller i en lille udstilling om Statens civile Luftværn, som almindelige mennesker mødte i skikkelse af husvagter, der blev beskikket i større beboelsesejendomme.
Frihedsmuseet er det største enkeltmuseum i Danmark, der omhandler 2. verdenskrig.

## Museumsledere
- 1957-1971: Aage Roussell
- 1971-1987: Jørgen H. Barfod
- 1987–nu: Esben Kjeldbæk

## Branden i 2013
Klokken 01.45 søndag morgen den 28. april 2013 fik Københavns Brandvæsen melding om brand i museet, og kl. 8 kunne indsatslederen konstatere, at to tredjedele af museet var i brand. 50 folk arbejdede på stedet blandt andet med at redde værdier fra museet. Den 30. april 2013 kom politiet frem til, at den var påsat. De fandt blandt andet to arnesteder for ilden, ligesom der på slørede overvågningsbilleder fra museets kameraer kunne ses en række utydelige personer på tidspunktet for branden.
Alle de uerstattelige genstande blev reddet, men selve bygningen kunne ikke reddes. Derfor opbyggedes der et nyt museum på samme sted. Nedrivningen af de resterende dele af den brandskadede bygning, blev iværksat 6. januar 2014.

## Det nye Frihedsmuseum
Kulturministeriet og Nationalmuseet opførte Museet for Danmarks Frihedskamp 1940-1945. I modsætning til det oprindelige museum, der var anlagt i gadeplan, blev det nye primært underjordisk, for at skåne genstande og papirer fra dagslyset.
Første spadestik til museet blev taget af Jens Ege og kulturminister Mette Bock den 4. maj 2017. Genåbningen fandt sted 3. juli 2020.